# Mindana
Mindana là một chi bọ cánh cứng trong họ Chrysomelidae.
Chi này được miêu tả khoa học năm 1889 bởi Allard.

## Các loài
Các loài trong chi này gồm:
- Mindana apicalis Allard, 1889
- Mindana cyanipennis Allard, 1889
- Mindana dimidiata Allard, 1889
- Mindana femoralis Allard, 1889
- Mindana nigripes Allard, 1889
- Mindana ruficollis Allard, 1889
- Mindana substriata Medvedev, 1995
- Mindana vittata Allard, 1889